# Фрайстат
Фрайстат (на африкаанс: Vrystaat, произнася се най-близо до Фрейстаат; на английски: Free State, Фрий Стейт) е южноафриканска провинция, намираща се приблизително в сърцето на РЮА. Между 1854 г. и 1910 г. е самостоятелна бурска държава, която след Бурската война е присъединена към останалата част на страната.

## История
След превръщането на Капската област в британска колония, местното бурско население, водено от страховете си за бъдещето, се преселва на север-североизток в района между Орание и Ваал. Бурите основават множество републики във вътрешността на страната, една от които е и Оранжевата свободна държава (Орание-Фрайстат).
През 1848 г. Великобритания успява да анексира областта, но 6 г. по-късно бурите успяват да възстановят своята независимост. От самото начало бурската държава е поставена под двоен натиск: от една страна от британските колонизатори, а от друга – от африканските племена.
След Бурската война Орание-Фрайстат е окончателно анексирана от Великобритания и от 1910 г. е провинция в Южноафриканския съюз. Столица на провинцията е Блумфонтейн.

## Население
Към 2010 населението на провинцията наброява 2 824 500 души. 84% от населението са чернокожи, 13% бели и 3% други.  Делението по майчин език е: сесото (57%), африканс (15%), кхоса (9%), сетсвана (6%), зулу (5%) и английски (2%).

## По-важни градове
- Блумфонтейн
- Фиксбърг